# Megalopsalis fabulosa
Megalopsalis fabulosa är en spindeldjursart som först beskrevs av Grimmett och Phillipps 1932.  Megalopsalis fabulosa ingår i släktet Megalopsalis och familjen Monoscutidae. Inga underarter finns listade i Catalogue of Life.